# Thorsten Klapproth
Thorsten Klapproth (* 1961 in Osterode am Harz) ist ein deutscher ehemaliger Topmanager und Unternehmensberater. Er war Vorstandsvorsitzender der WMF AG und der Hansgrohe SE.

## Leben

### Ausbildung
Klapproth studierte von 1981 bis 1986 Betriebswirtschaft in den Städten Braunschweig, München und Augsburg. Er beendete sein Studium als Diplom-Kaufmann in Augsburg.

### Berufliches Wirken
Von 1986 bis 1991 hatte Klapproth wichtige Positionen im Vertriebs- und Marketingbereich bei der Siemens AG und der Bosch-Siemens Hausgeräte GmbH inne. 1988 wurde er bereits internationaler Marketingleiter der Marke Siemens. Nach seiner Tätigkeit als Marketingleiter wurde er interner Unternehmensberater. Er leitete Projekte für Strategie, Restrukturierung, Prozessoptimierung und Unternehmenskultur bei der Siemens AG in München und in Santa Clara, USA. 1996 wechselte Klapproth zur Gaggenau Hausgeräte GmbH, die sich in Gaggenau/Baden befindet. Dort fungierte er als Sprecher der Geschäftsführung weltweit für diverse Bereiche.
2003 wechselte Klapproth erneut. Dieses Mal nach Geislingen an der Steige zur traditionellen Württembergischen Metallwarenfabrik (WMF). WMW wurde 1853 gegründet und stellt Haushalts-, Gastronomie- und Hotelleriewaren her. Klapproth war CEO von WMF und ab 1. März 2003 Mitglied des WMF-Vorstands. Am 26. Juni 2003 wurde er als Nachfolger von Rolf Almendinger zum Vorstandsvorsitzenden bestellt. Unter seiner Führung erwirtschaftete WMF 2012 zum ersten Mal mehr als 1 Milliarde Euro Umsatz.
Von 2014 bis 2018 war er Vorstandsvorsitzender von Hansgrohe SE, einem Hersteller von Armaturen und Brausen aus dem Schwarzwald. Die Funktion übernahm er von Siegfried Gänßlen. 2016 überschritt die Firma unter Klapproths Führung erstmals die 1 Milliarde Euro-Umsatz-Marke. In seiner Funktion als Vorstandsvorsitzender setzte Klapproth sich dafür ein, den Radsport zu finanziell zu unterstützen, um die Marke Hansgrohe bekannter zu machen und sie gegen den Konkurrenten Grohe durchzusetzen. Von 2017 bis 2020 war die 4.000-Mitarbeiter-Firma Namensgeber für das Team „Bora-hansgrohe“. Über die Höhe des Investments äußerte sich Klapproth nicht. Mit der Gründung des Hansgrohe Campus, der inhouse-Universität, legte Klapproth den Grundstein, die Talentbasis des Unternehmens zu stärken und weiterzuentwickeln. Klapproth setzte stark auf die Digitalisierung des Unternehmens und auf Spitzenqualität. Am 1. August 2018 übernahm Hans Jürgen Kalmbach die Funktion des Vorstandsvorsitzenden. Gründe dafür wurden nicht genannt.
Bis September 2018 war Vizepräsident des Landesverbandes der Baden-Württembergischen Industrie.
Klapproth ist Unternehmensberater. Gemeinsam mit Hansgeorg Derks hat er ein Unternehmen dazu aufgebaut. Klapproth ist weiters im Aufsichtsrat der Alfred Kärcher SE & Co. KG, Winnenden und im Beirat der Dr. Wilmar Schwabe GmbH & Co. KG, Karlsruhe sowie der Accumulatorenwerke Hoppecke Carl Zoellner & Sohn GmbH.
Zusätzlich zu seiner beruflichen Tätigkeit hält er regelmäßig Vorträge.

### Vorträge (Auswahl)
- Thema: Kurzfristige Trends vs. langfristige Perspektive: Aufbau und Erhalt einer Weltmarke, an der LMU München[2]
- Thema: Hansgrohe – Globalisierung managen, am Münchner Management Kolloquium 2015[14]

### Ehrenamt
Klapproth ist Stiftungsvorstand des Festspielhauses Baden-Baden.

### Privates
Klapproth ist passionierter Läufer und begeisterter Skifahrer.